# Holzöstersee
Der Holzöstersee (auch: Holzösterersee) ist ein kleiner Moorsee in Oberösterreich.

## Allgemein
Der See gehört zur Oberinnviertler Seenplatte, einer Gruppe von mehreren kleinen Seen (Holzöstersee, Heratinger See – auch Ibmer See genannt – und Höllerersee) – nur diese drei sind für den Badebetrieb geöffnet und stehen seit 1965 unter Naturschutz, sowie ohne Badebetrieb noch die Huckinger Seen im Weilhartsforst und der Seeleitensee in der Nähe von Moosdorf. Die Seenplatte entstand am Ende der letzten Eiszeit, als sich die Gletscher zurückzogen und das abfließende Wasser durch die Moränenwälle gestaut wurde.
Der Holzöstersee ist ein beliebter Badesee, da er auf Grund seiner geringen Größe und Wassertiefe schon früh angenehme Badetemperaturen erreicht. Auch liegt er in einer Senke zwischen zwei Höhenrücken, die durch Windschutz die rasche Erwärmung des Wassers fördern. Seine Fläche beträgt 90 000 m² und seine maximale Tiefe 4,7 m. Sein westliches Ufer geht in ein Schwingrasenmoor (Naturschutzgebiet) über, was auch die Braunfärbung des Wassers erklärt. Trotz der Verfärbung wurde jedoch bei Wasserqualitätsuntersuchungen meist gute bis sehr gute Wasserqualität festgestellt. Die touristische Erschließung des Sees begann in den 1950er Jahren und bis gegen Ende des Jahrhunderts wurde der Tourismus die wichtigste Einnahmequelle der Gemeinde Franking, auf deren Gebiet der See liegt. Bis zu 80.000 Nächtigungen konnte der Tourismusverband zählen, heute (Stand: 2010) werden nur mehr etwa 30.000 Übernachtungen im Jahr gezählt, wobei sich die Fremdenverkehrssaison nur von Mai bis September erstreckt.
Im Jahre 1953 haben 1500, im Jahre 1954 bereits 3000 Fremde in Franking übernachtet. Wiener, Tiroler, Vorarlberger, ja sogar Schweizer zählen zu den Gästen.
Zu den bekanntesten Gästen des Holzöstersees zählt Sophia Loren, die in den 1970er-Jahren beim Seewirt in Holzöster zu Gast war. In den 70er-Jahren wurden einige TV-Produktionen am See und in der Gemeinde gedreht.

## Freizeitmöglichkeiten
Der See befindet sich im Besitz des Landes Oberösterreich, das am Ostufer eine Badeanlage mit Kinderspiel- und Beachvolleyballplatz betreibt. Dort liegt auch ein Campingplatz. Am Westufer befindet sich eine Badeanlage mit Kabinen und Buffet. Durch das Moor wurde ein Bretterweg angelegt mit Tafeln, die die Besonderheiten der Natur erklären. Der Holzöstersee ist auch ein beliebtes Angelrevier. Zum Fischbestand zählen Karpfen, Schleie, Weißfische (Brachse, Rotfeder, Rotauge), Aal, Hecht, Zander und Wels.
Die Gegend rund um den See bietet aber auch andere Möglichkeiten der Freizeitgestaltung, so zum Beispiel Radtouren oder Wanderungen.

## Bilder

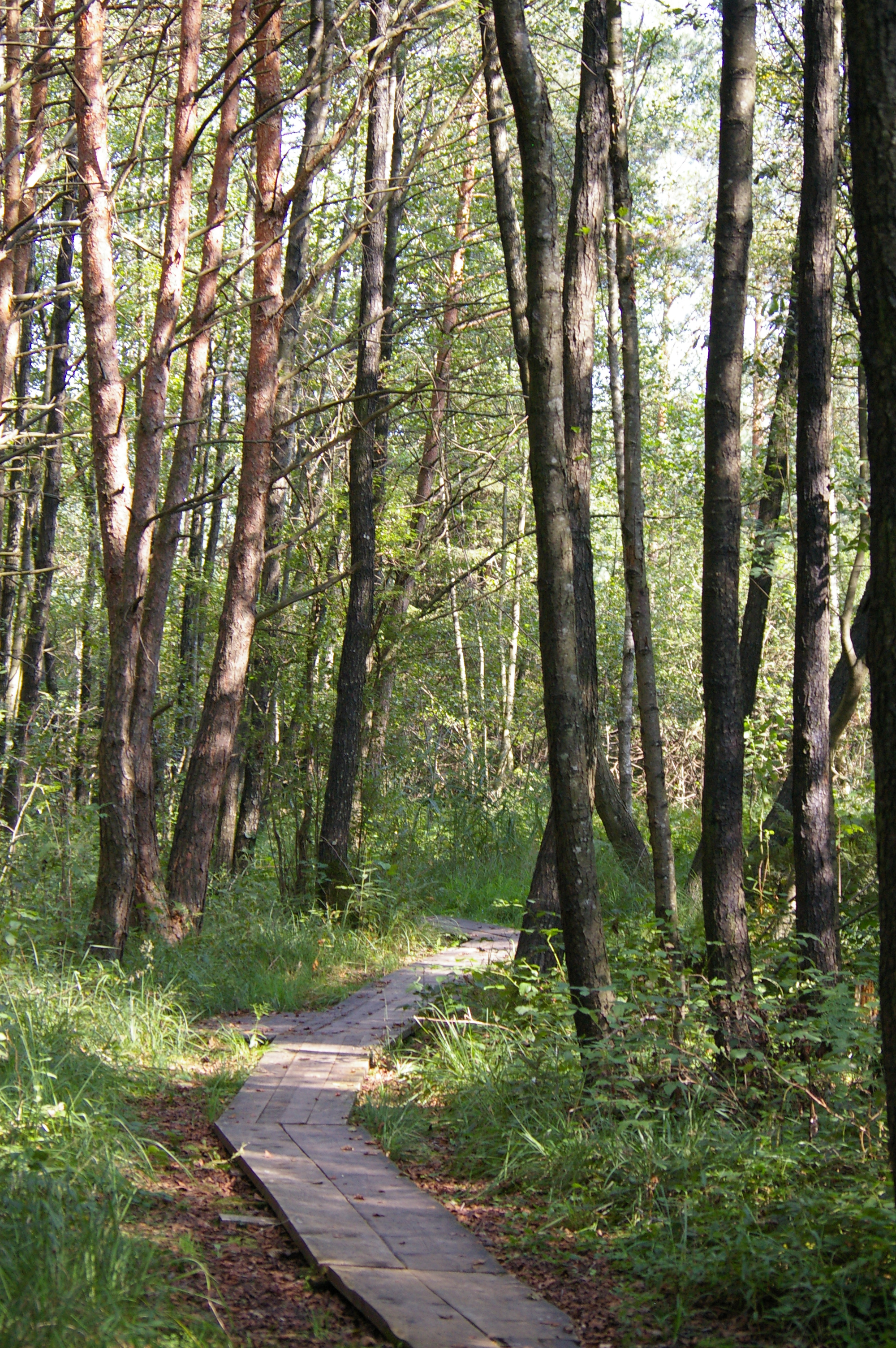
Weg durch das Moor
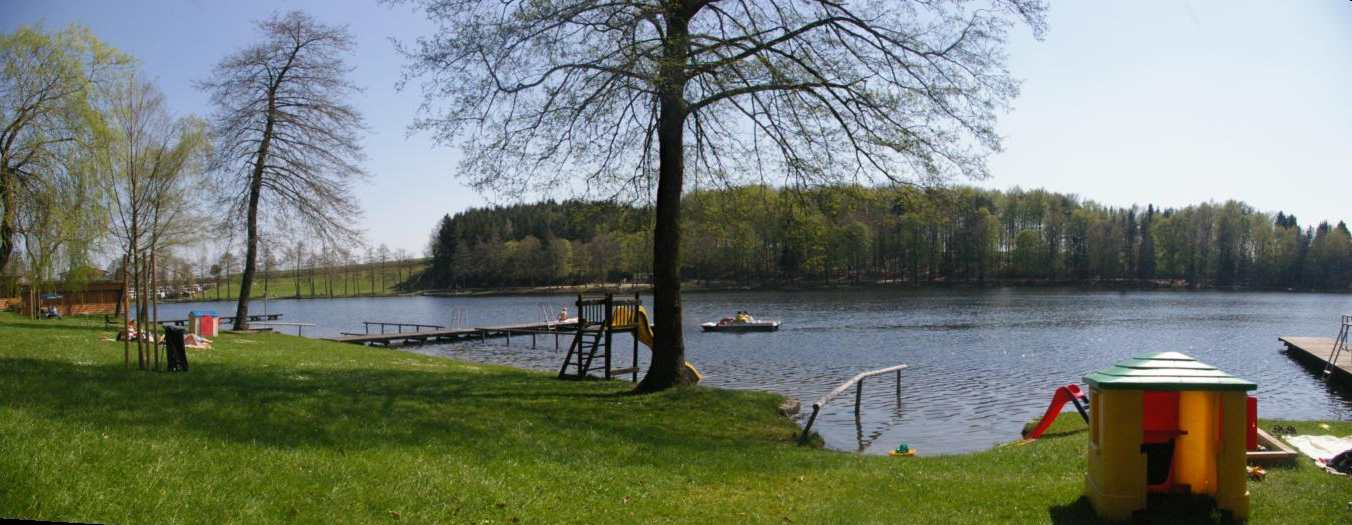
Badeanstalt am Westufer des Sees
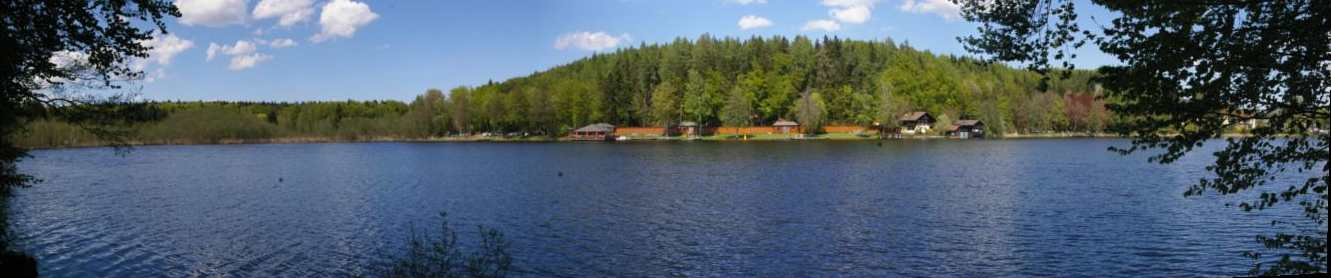
Holzöstersee vom Ostufer aus
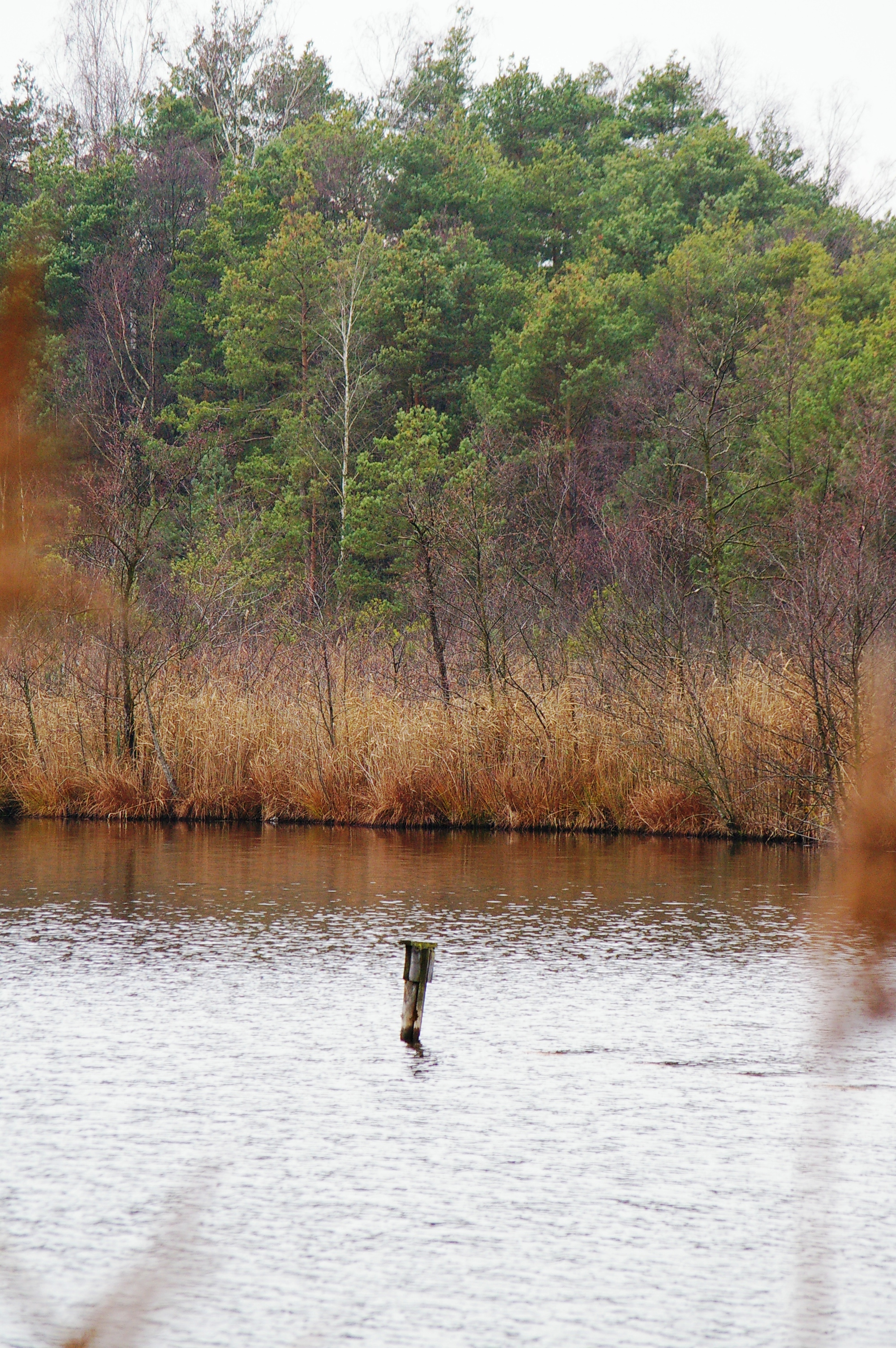
Moor am Holzöstersee
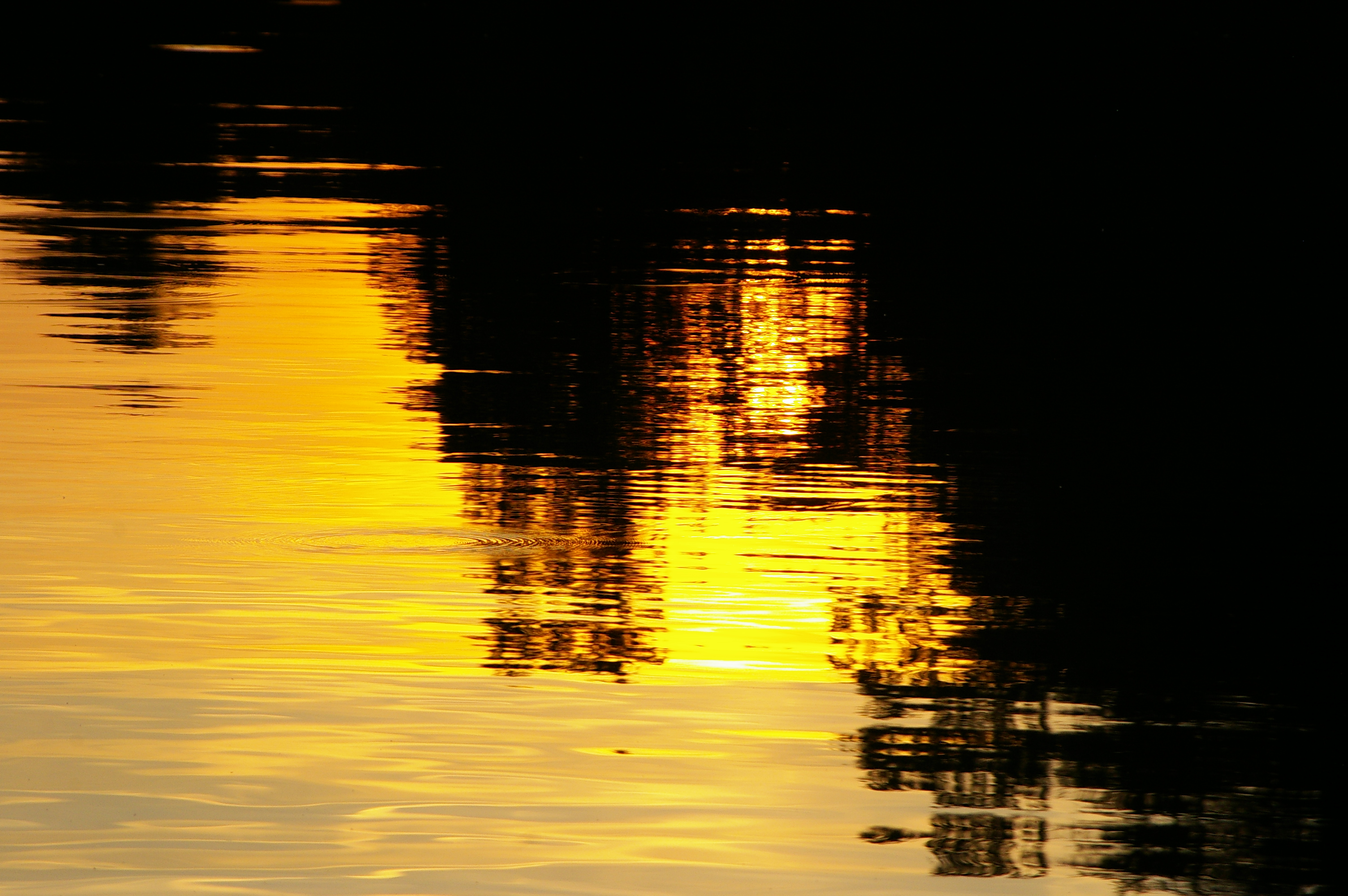
Sonnenuntergang am Holzöstersee
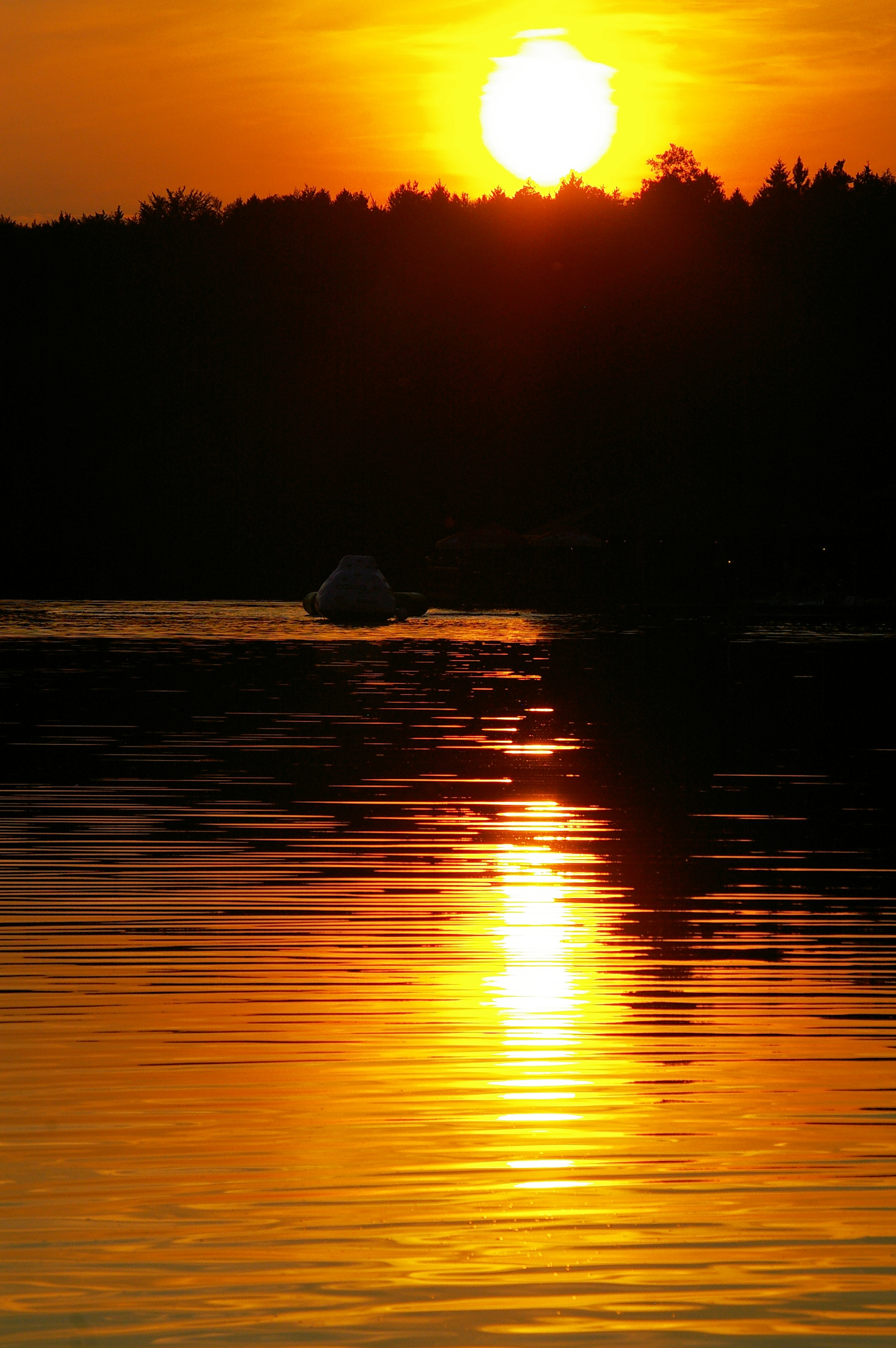
Sonnenuntergang am Holzöstersee
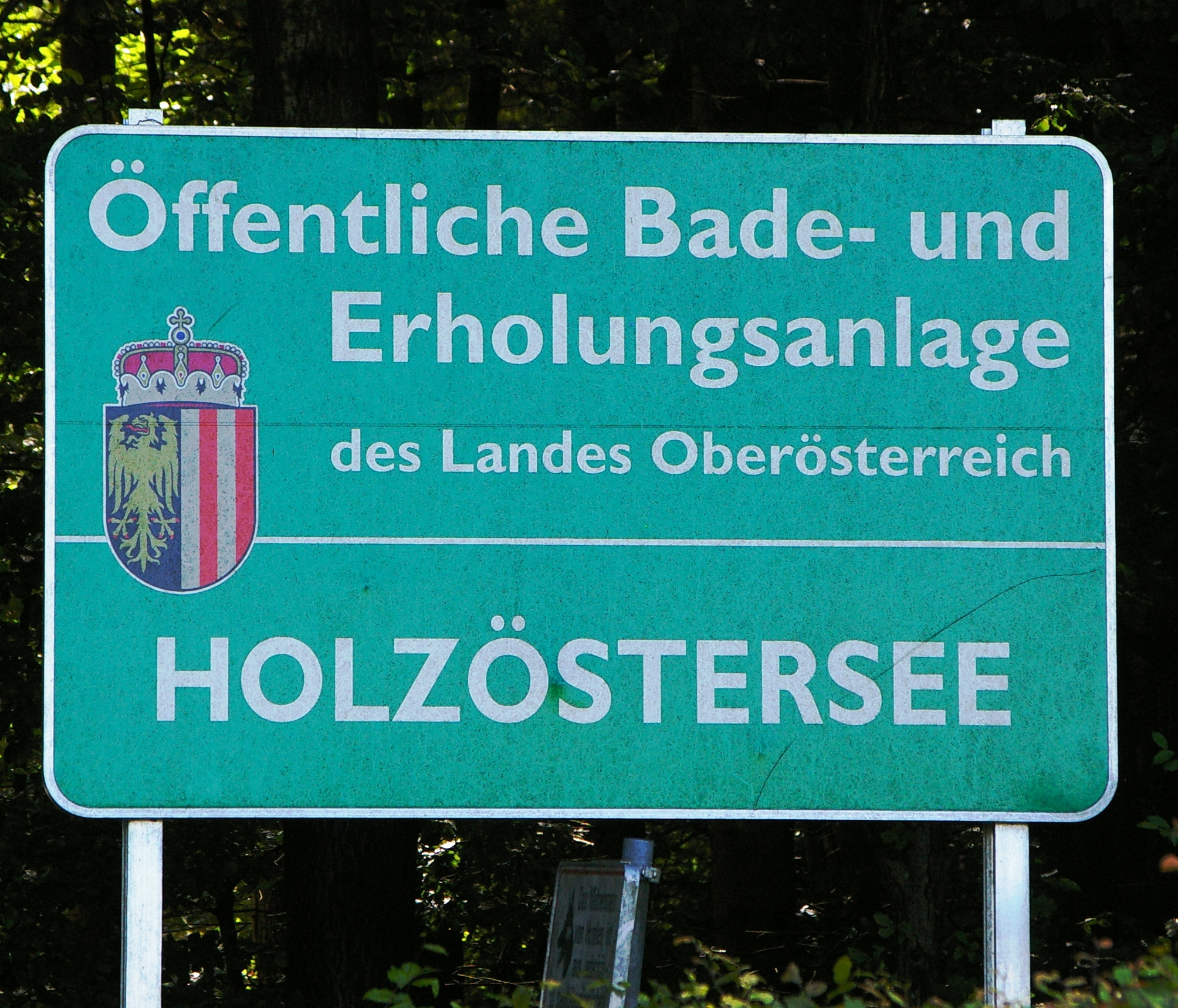
Erholungsanlage des Landes Oberösterreich
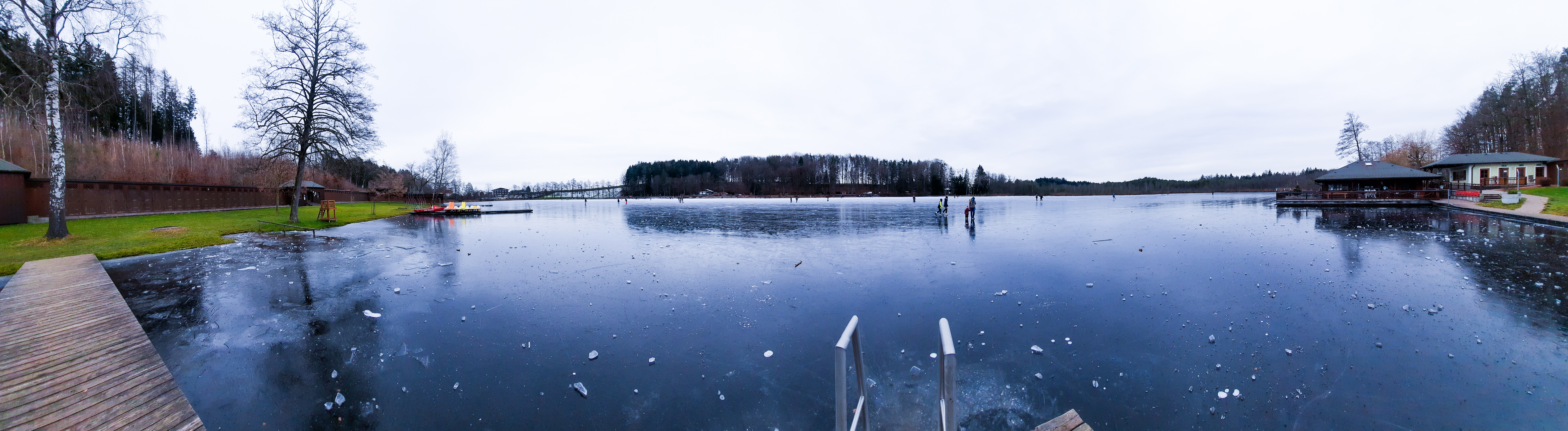
Wintersport am zugefrorenen Holzöstersee im Jänner 2025